# Charles Francis Richter
Pour les articles homonymes, voir Richter.
Charles Francis Richter (/ˈɹɪktəɹ/), né le 26 avril 1900 près de Hamilton dans le comté de Butler (Ohio) et mort le 30 septembre 1985 à Pasadena (Californie), est un sismologue et physicien américain.
Il est connu pour être le créateur de l'échelle de Richter, système d'évaluation qui porte son nom et utilisé pour la première fois en 1935, servant à mesurer numériquement l'énergie libérée par un tremblement de terre.

## Biographie
Charles Francis Richter est né le 26 avril 1900 près de Hamilton dans le comté de Butler (Ohio). Comme ses parents ont divorcé, il est envoyé vivre avec son grand-père qui a déménagé avec sa famille à Los Angeles en Californie, alors qu'il n'avait que neuf ans. Son grand-père l'envoie dans une école préparatoire associée à l'université du Sud de la Californie. Il obtient son diplôme de physique en 1920 à l'Université Stanford avant d'obtenir son doctorat en physique théorique du California Institute of Technology (Caltech) en 1928. La même année, il rencontre Lillian Brand. C'est à ce moment qu'il commence à s'intéresser à la sismologie. Après l'obtention du diplôme de Caltech, on lui offre de diriger un laboratoire de sismologie à Pasadena en Californie.
Il publie en 1935 ses travaux qui seront nommés l'échelle de Richter, permettant d'estimer l'énergie libérée par un séisme. Avant ces travaux, la seule façon d'évaluer l'importance d'un tremblement de terre était d'utiliser l'échelle de Mercalli établie en 1902, qui se base sur les dommages aux personnes et des bâtiments. Cependant, l'échelle qu'il utilisait restait semi-empirique puisqu'elle dépendait des instruments de mesure et n'était applicable que localement. Elle a été remplacée depuis par une échelle de magnitude de moment ou une autre. Elles mesurent le moment sismique, c'est-à-dire l'énergie libérée par un séisme. Ces échelles sont à la fois plus précises, plus rigoureuses, et sont applicables partout dans le monde.
Charles Francis Richter a passé la plus grande part de sa vie professionnelle au California Institute of Technology (Caltech), devenant professeur de sismologie en 1952. Il continue la recherche et l'enseignement parallèlement avant de prendre sa retraite en 1970. Le 30 septembre 1985, il meurt à Pasadena en Californie d'une insuffisance cardiaque congestive à l'âge de 85 ans. Son épouse Lilian Brand est née en 1899 et décédée en 1972. Comme lui, elle était athée et naturiste.